# Dolors Vives Rodón
Dolors Vives Rodón (Valls, 15 de noviembre de 1908 - Barcelona, 12 de junio de 2007) también conocida como Lolita Vives fue una piloto catalana, pionera en la aviación española. Fue una de las primeras mujeres en volar y conseguir el título de piloto. Se enroló en la aviación republicana durante la Segunda República Española.

## Biografía
Nació en Valls, pero sus padres se trasladaron a Barcelona cuando ella tenía 12 años. Llegó a la aviación como resultado de una educación adelantada a la época. Estudió en el Institut de Cultura i Biblioteca Popular de la Dona, fundado por la viuda Verdaguer para que las chicas pudieran desenvolverse por sí mismas.
Su padre, abogado, era un hombre de convicciones democráticas interesado por la mejora de las condiciones de vida de la gente. Cuando se creó el Club Aéreo Popular de Barcelona (1933) con la idea de popularizar la aviación, —algo que hasta entonces estaba reservado exclusivamente a militares—, hizo socia a su hija. Obtuvo uno de los primeros carnés del Aeroclub.
Antes de obtener el título de piloto aviador Lolita Vives era profesora de piano.
El 9 de julio de 1933 pudo ver realizado su sueño de volar. Hizo un vuelo de veinticinco minutos con el piloto Arija verificando su vocación.
Quedó muy impresionada cuando vio el vuelo de la primera mujer piloto catalana, Pepa Colomer (1913-2004), con quien más adelante haría una gran amistad. El club creó unas becas para los aficionados, algunas con bonificaciones y otras de formación completa. La de formación completa fue ofrecida a las mujeres dado que se habían inscrito casi un centenar de jóvenes que llegaron a formar un sector importante de la entidad. Se sorteó la beca entre las diez más audaces y Dolors fue la elegida. En noviembre de 1933 comenzó su aprendizaje compaginando la aviación con la educación musical y las clases a sus discípulas. El 23 de enero de 1934 volaba por primera vez sola en un aparato. El 22 de febrero obtuvo el título de piloto después de un vuelo en el que alcanzó la altura de 1.200 metros. Su instructor fue el Capitán Vallés, uno de los más destacados en el impulso de popular la aviación en Barcelona.
El 20 de diciembre de 1935, Dolors fue designada vocal del Club. En 1936 se dieron unas becas para hacer el curso de vuelo sin motor en Monflorite y a pesar de que Dolors no se había interesado nunca por este tipo de vuelo en el último momento aceptó ir y consiguió la licencia B de Piloto de vuelo sin Motor, pero debido al estallido de la Guerra Civil la licencia no le llegó nunca.
Con el estallido de la guerra, la llamó Alberto Bayo –jefe de la Aeronáutica Naval de Barcelona– y fue movilizada como alférez por decreto (1 de octubre de 1936). La Generalidad de Cataluña hizo un curso especial destinado a los pilotos civiles que habían sido movilizados en la Escuela de Pilotos Aviadores Militares, donde Pepa Colomer era instructora. En este momento fue cuando Dolors y Pepa se conocieron y establecieron una amistad que mantendrían hasta la muerte de Mari Pepa. Durante tres meses recorrió con un hidroavión Macchi la costa catalana para vigilar a los barcos enemigos. Después, Díaz Sandino –jefe de la escuadrilla con base en el Prat y consejero de Defensa de la Generalidad– la destinó al Aeródromo Canudas, donde trabajó conjuntamente con Mari Pepa Colomer doce horas diarias grabando los movimientos aéreos. Ambas fueron destinadas en Valencia después de trasladar allí el gobierno de la república, y más tarde volvieron a Barcelona.
El 1938, como consecuencia de los bombardeos franquistas contra el aeródromo del Prat, se trasladaron los Servicios de Aeronáutica a la Generalidad y ella pasó a traducir documentos del italiano al catalán. Cuando acabó la guerra, no marchó al exilio, se quedó cuidando a sus padres, ya muy mayores. El padre, de izquierdas y juez municipal, fue represaliado y Dolors se encargó de la supervivencia familiar.

## Vida personal
Dolors Vives estaba acreditada como profesora de piano y durante toda su vida tocó el piano y el violonchelo. Se casó con un médico viudo con diez hijos.